# Глова Денис Ігорович
Денис Ігорович Глова (нар. 22 липня 1989, м. Фастів, Київська область, Українська РСР — 21 серпня 2017, м. Авдіївка, Донецька область, Україна) — молодший сержант Збройних сил України, учасник російсько-української війни. Почесний громадянин Фастова (посмертно).

## Біографія
Народився 1989 року в місті Фастові на Київщині. Навчався у загальноосвітній школі № 9. Закінчив Фастівське професійно-технічне училище. Займався підприємницькою діяльністю.
Під час російської збройної агресії проти України з осені 2015 по осінь 2016 року проходив службу за мобілізацією в Національній гвардії України, виконував завдання в районі Волновахи та Старогнатівки. У березні 2017 року вступив на військову службу за контрактом в Збройних силах. Служив на посаді стрільця-помічника гранатометника.
Молодший сержант, командир бойової машини (БМП) 3-го механізованого батальйону 72-ї окремої механізованої бригади, військова частина А2167, м. Біла Церква, Київська область.
Загинув 21 серпня 2017 року близько 19:10 від поранення, що несумісне з життям, внаслідок обстрілу взводного опорного пункту в промисловій зоні міста Авдіївка з мінометів та стрілецької зброї.
Похований 24 серпня на Інтернаціональному кладовищі Фастова, на Алеї Слави.
Залишилась мати Світлана Конончук, Денис був єдиним сином.

## Нагороди та вшанування
- Указом Президента України № 318/2017 від 11 жовтня 2017 року, за особисту мужність і самовіддані дії, виявлені у захисті державного суверенітету та територіальної цілісності України, зразкове виконання військового обов'язку, нагороджений орденом «За мужність» III ступеня (посмертно)[7].
- 23 серпня 2018 року на фасаді НВК «ЛІТ-СЗШ № 9» відкрили меморіальну дошку на честь полеглого на війні випускника школи[8].
- У 2018 році присвоєно звання Почесного громадянина міста Фастова (посмертно)[9].
- 2 вересня 2018 року у Фастові провели Турнір, присвячений пам'яті полеглих на війні Дениса Глови і Героя України Сергія Цимбала[10].